# Inspectah Deck
Jason Hunter (New York, 6 juli 1970), beter bekend als Inspectah Deck, is een Amerikaans rapper, tevens lid van de rapgroep Wu-Tang Clan.

## Biografie
Jason Hunter groeide op in Staten Island, in een van de Park Hill Projecten. Zijn vader stierf toen hij zes jaar oud was. Method Man verwees naar zijn artiestennaam op het eerste album van de Wu-Tang Clan, Enter the Wu-Tang (36 Chambers):

Inspectah Deck, he's like that dude that'll sit back and watch you play yourself and all that right? And see you sit there and know you lyin; and he'll take you to court after that, cuz he the Inspectah.

Na het succes van de Wu-tang Clan besloten veel leden ook een soloalbum op te nemen, Jason Hunter was onder andere te horen op Liquid Swords van GZA, Only Built 4 Cuban Linx van Raekwon, Ironman van Ghostface Killah en op Sche van Method Man. In 1999 bracht hij ook een soloalbum uit. Dit album kreeg niet het commerciële succes dat sommige andere Wu-Tangleden wel kregen, maar het album verkocht goed en kreeg grotendeels positieve kritieken.

## Discografie

### Albums
- 1999 - Uncontrolled Substance
- 2003 - The Movement
- 2006 - The Resident Patient
- 2010 - Manifesto
- 2011 - The Rebellion
- 2013 - Czarface
- 2019 - Chamber No. 9

### Singles
- 1995 - Let Me At Em
- 1996 - Semi-Automatic Rap Full Metal Jacket
- 1998 - REC Room
- 1999 - Forget Me Not
- 1999 - Show N Prove (Power of God)
- 1999 - Word on the Street - Movas & Shakers
- 2000 - Thundercats Freestyle
- 2003 - The Movement - City High
- 2003 - He's a Rebel - Big City
- 2003 - Bump & Grind - Vendetta
- 2010 - The Champion"

### Gastoptredens
| Title                                  | Jaar | Andere artiest                                            | Album                                           |
| -------------------------------------- | ---- | --------------------------------------------------------- | ----------------------------------------------- |
| "Mr. Sandman"                          | 1994 | Method Man, RZA, Streetlife, Carlton Fisk, Blue Raspberry | Tical                                           |
| "Cold World"                           | 1995 | GZA                                                       | Liquid Swords                                   |
| "Duel of the Iron Mic"                 | 1995 | GZA, Ol' Dirty Bastard Masta Killa                        | Liquid Swords                                   |
| "Guillotine (Swordz)"                  | 1995 | Raekwon, GZA, Ghostface Killah                            | Only Built 4 Cuban Linx...                      |
| "Assassination Day"                    | 1996 | Ghostface Killah, RZA, Raekwon, Masta Killa               | Ironman                                         |
| "Semi-Automatic Rap Full Metal Jacket" | 1996 | U-God, Streetlife                                         | High School High                                |
| "Wu-Tang Cream Team Line Up"           | 1998 | Raekwon, Harlem Hoodz, Killa Sin, Method Man              | 60 Minutes of Funk Vol. III                     |
| "One More to Go (The Earthquake)       | 1998 | Deadly Venoms, GZA, Method Man, Streetlife, Cappadonna    | Antidote                                        |
| "Tres Leches (Triboro Trilogy)"        | 1998 | Big Pun, Prodigy                                          | Capital Punishment                              |
| "Cross My Heart"                       | 1998 | Killah Priest, GZA                                        | Heavy Mental                                    |
| "Above the Clouds"                     | 1998 | Gang Starr                                                | Moment of Truth                                 |
| "S.O.S."                               | 1998 | Streetlife                                                | Wu-Tang Killa Bees: The Swarm                   |
| "Tru Master"                           | 1998 | Pete Rock, Kurupt                                         | Soul Survivor                                   |
| "Play IV Keeps"                        | 1998 | Method Man, Hell Razah, Mobb Deep, Streetlife             | Tical 2000: Judgement Day                       |
| "Spazzola"                             | 1998 | Method Man, Masta Killa, Streetlife, Killa Sin, Raekwon   | Tical 2000: Judgement Day                       |
| "Rumble"                               | 1999 | U-God, Method Man                                         | Golden Arms Redemption                          |
| "Make Cents"                           | 1999 | I.G.T.                                                    |                                                 |
| "Forget Me Nots"                       | 1999 |                                                           |                                                 |
| "The Authentic (Street)"               | 2000 | Ruthless Bastards                                         |                                                 |
| "Verbal Slaughter"                     | 2000 | Cella Dwellas                                             | The Last Shall Be First                         |
| "Speaking Real Words"                  | 2001 | 7L & Esoteric                                             | The Soul Purpose                                |
| "X (Y'all Know the Name)"              | 2002 | X-Ecutioners, Pharoahe Monch, Skillz, Xzibit              | Built from Scratch                              |
| "Sparring Minds"                       | 2002 | GZA                                                       | Legend of the Liquid Sword                      |
| "Killa Beez"                           | 2002 | RZA, U-God, Suga Bang Bang, Blue Raspberry                | Wu-Tang Killa Beez: The Sting                   |
| "Get Away From the Door"               | 2002 | Cappadonna                                                | The Struggle                                    |
| "Bump and Grind"                       | 2002 | Fat Man Scoop                                             | Party Breaks                                    |
| "Always NY"                            | 2002 | Mathematics                                               | Love, Hell or Right                             |
| "Street Rap"                           | 2004 | Mareko                                                    | White Sunday                                    |
| "Silverbacks"                          | 2004 | Masta Killa, GZA                                          | No Said Date                                    |
| "A Star is Born"                       | 2005 | Streetlife                                                | Street Education                                |
| "On a Mission"                         | 2005 | YOR123 & Skandaali                                        | Around the World                                |
| "A Ha (Remix)"                         | 2005 | Mos Def                                                   | Tale #10                                        |
| "Strawberries & Cream"                 | 2005 | Mathematics, Ghostface Killah, RZA                        | The Problem                                     |
| "Spot Lite"                            | 2005 | Mathematics, Method Man, U-God, Cappadonna                | The Problem                                     |
| "Move Unheard"                         | 2006 | Cappadonna, Joe Young                                     | Cash & Grams                                    |
| "Everything"                           | 2006 | Method Man, Streetlife                                    | 4:21... The Day After                           |
| "9 Milli Bros."                        | 2006 | Wu-Tang Clan                                              | Fishscale                                       |
| "Street Corner"                        | 2006 | Masta Killa, GZA                                          | Made in Brooklyn                                |
| "Piece of the Pie"                     | 2007 | Pop Shuvit                                                | Freakshow Vol 1 : Tales of The Travelling Tunes |
| "I Don't Wanna Go Back"                | 2007 | Joe Young                                                 | Gorilla Street Gang                             |
| "Rap Burglars"                         | 2007 | Raekwon                                                   | Wu-Tang Clan & Friends: Unreleased              |
| "You Can't Stop Me Now"                | 2008 | RZA                                                       | Digi Snacks                                     |
| "You Already Know"                     | 2009 | Kool G Rap, Suga Bang Bang                                | The RZA Presents: Afro Samurai Resurrection OST |
| "Kill Too Hard"                        | 2009 | U-God, Masta Ace                                          | Wu-Tang Chamber Music                           |
| "Harbor Masters"                       | 2009 | Ghostface Killah, AZ                                      | Wu-Tang Chamber Music                           |
| "Sound the Horns"                      | 2009 | Sadat X, U-God                                            | Wu-Tang Chamber Music                           |
| "Symphonies"                           | 2009 | Phil Anastasia                                            | The Symphony                                    |
| "On Tha Run"                           | 2009 | D. Dermz                                                  |                                                 |
| "House of Flying Daggers"              | 2009 | Raekwon, Ghostface Killah, Method Man, GZA                | Only Built 4 Cuban Linx... Pt. II               |
| "Black Mozart"                         | 2009 | Raekwon                                                   | Only Built 4 Cuban Linx... Pt. II               |
| "Mean Streets"                         | 2009 | Raekwon, Ghostface Killah, Suga Bang Bang                 | Only Built 4 Cuban Linx... Pt. II               |
| "Kiss the Ring"                        | 2009 | Raekwon, Masta Killa                                      | Only Built 4 Cuban Linx... Pt. II               |
| "Rockstars"                            | 2009 | Raekwon, GZA                                              | Only Built 4 Cuban Linx... Pt. II               |
| "Gunshowers"                           | 2010 | Method Man, Ghostface Killah, Sun God                     | Wu-Massacre                                     |
| "12th Chamber"                         | 2010 | 7L & Esoteric                                             | 1212                                            |
| "Chop Chop Ninja"                      | 2011 | Raekwon                                                   | Shaolin vs. Wu-Tang                             |
| "Never Feel This Pain"                 | 2011 | U-God, Tre Williams                                       | Legendary Weapons                               |
| "The Road"                             | 2011 | Masta Killa, Bronze Nazareth                              | School for the Blindman                         |
| "Put God First"                        | 2011 | Cappadonna, Solomon Childs                                | The Pilgrimage                                  |
| "Honey's Look Good"                    | 2011 | Cappadonna                                                | The Pilgrimage                                  |
| "How You Do That"                      | 2012 | Illmaculate, OnlyOne                                      | Skrill Talk                                     |
| "Chairmen of da Barz"                  | 2012 | Two Tungs, Spleen                                         | 2000 and Now or Never                           |
| "Different Times Zones"                | 2012 | Ghostface Killah, Sheek Louch                             | Wu Block                                        |
| "Bust Shots"                           | 2012 | Ghostface Killah, Sheek Louch                             | Wu Block                                        |
| "Get live"                             | 2013 | Dynasty                                                   | Beyond measure                                  |
| "Devotion to the Saints"               | 2013 | Killah Priest, Ghostface Killah                           | The Psychic World of Walter Reed                |
| "Blood on the Cobblestones"            | 2013 | Ghostface Killah, U-God                                   | Twelve Reasons to Die                           |
| "Murder Spree"                         | 2013 | Ghostface Killah, Masta Killa, U-God, Killa Sin           | Twelve Reasons to Die                           |
| "An Unexpected Call (The Set Up)"      | 2013 | Ghostface Killah                                          | Twelve Reasons to Die                           |
| "4 Horsemen"                           | 2013 | Mathematics, Ghostface Killah, Method Man, Raekwon        | The Answer                                      |
| "Mt. Everest"                          | 2013 | U-God, eLZhi                                              | The Keynote Speaker                             |
| "These Broken Wings"                   | 2015 | Shalé, DJ Revolution, Mike Smith, Jonathan Hay, King Tech | When Music Worlds Collide                       |
| "Representin' Lovely"                  | 2018 | Solomon Childs, Tone Spliff, Realio Sparkzwell            | The Prophet And The King                        |

- Bibliothèque nationale de France: cb13982891m (data)
- Gemeinsame Normdatei: 135348722
- International Standard Name Identifier: 0000 0000 5515 3427
- Library of Congress Control Number: no00015084
- MusicBrainz: a6b90dc0-e22e-44e1-890b-87900bd9aca6
- Virtual International Authority File: 2006893
- WorldCat: E39PBJrwR8qHp9m8GdFWQrwDMP